# Ribčev Laz
Ribčev Laz – wieś w Słowenii, w gminie Bohinj. W 2018 roku liczyła 159 mieszkańców.